# 1914 في كندا
فيما يلي قوائم الأحداث التي وقعت خلال عام 1914 في كندا.

## سياسة

### تعيين في المنصب
- 1 يناير – جون غراهام member of the Legislative Assembly of Manitoba ‏.
- 25 يونيو – جيمس غارفيلد غاردينر عضو المجلس التشريعي في ساسكاتشوان ‏.

### انتهاء فترة المنصب
- 1 يناير – ترومان سميث باكستر عمدة فانكوفر ‏.
- 1 يناير – جون موريسون جيبسون Lieutenant Governor of Ontario [الإنجليزية]‏.
- 1 يناير – جيمس جونسون member of the Legislative Assembly of Manitoba ‏.
- 9 يوليو – هنري إيمرسون عضو مجلس العموم الكندي.
- 14 ديسمبر – هاري سميث Member of the Edmonton City Council ‏.

## مواليد

### يناير
- 1 يناير – جوليس مورين سياسي كندي.
- 1 يناير – فرانك جيلز
- 1 يناير – ميلتون والاس
- 14 يناير – هارولد راسيل
- 20 يناير – ألبرت د. كوهن رائد أعمال كندي.
- 30 يناير – جون اريلاند

### فبراير
- 9 فبراير – آرشي فرازير لاعب هوكي جليد كندي.
- 9 فبراير – شيس موراي سياسي كندي.
- 15 فبراير – ميل هيل لاعب هوكي جليد كندي.
- 16 فبراير – نيك ميتز لاعب هوكي جليد كندي.
- 21 فبراير – هاري أندرو مور سياسي كندي.
- 22 فبراير – ديه سميث لاعب هوكي جليد كندي.

### مارس
- 9 مارس – كلارنس روست لاعب هوكي جليد كندي.
- 13 مارس – دبليو إو. ميتشيل كاتب كندي.
- 29 مارس – تشارلز فيرغسون هوي عسكري كندي.

### أبريل
- 2 أبريل – إدوين ألونزو بويد
- 2 أبريل – ديفيد بول
- 12 أبريل – جوديث كراولي مخرجة أفلام كندية.
- 18 أبريل – كلير مارتن
- 24 أبريل – فيل واتسون لاعب هوكي جليد كندي.
- 26 أبريل – سيسيليا باركر
- 26 أبريل – هوراس جولد كاتب أمريكي.
- 29 أبريل – ريج هاميلتون لاعب هوكي جليد كندي.

### مايو
- 1 مايو – ميرا فولفغانغ نقابية كندية.
- 3 مايو – إرنست سميث
- 3 مايو – ريج بنتلي لاعب هوكي جليد كندي.
- 4 مايو – هوغو باتلر سياسي أمريكي.
- 5 مايو – رالف جونستون
- 9 مايو – هانك سنو
- 22 مايو – موريس بلاكبيرن ملحن كندي.
- 29 مايو – بيل كارس لاعب هوكي جليد كندي.

### يونيو
- 6 يونيو – كينيث أو. إميري
- 9 يونيو – دودلي جورج ليتل سياسي كندي.
- 10 يونيو – توم ديوار لاعب هوكي جليد كندي.
- 19 يونيو – جان-شارل فالاردو كاتب كندي.
- 21 يونيو – جورج هايز
- 21 يونيو – ويليام فيكري اقتصادي من الولايات المتحدة الأمريكية.
- 23 يونيو – جون أ. كينت ضابط بولندي.

### يوليو
- 5 يوليو – ويليام هكتور باين سياسي كندي.
- 6 يوليو – فيولا ديزموند ناشطة كندية.
- 10 يوليو – جو شوستر
- 11 يوليو – جون هال ارتشر
- 24 يوليو – فرانسيس أولدهام كيلسي طبيية وأخصائية في علم الصيدلة، وهي ذات جنسية أمريكية كندية مزدوجة، منعت تسويق دواء ثاليدوميد في الولايات المتحدة الأمريكية.
- 27 يوليو – جورج ألين لاعب هوكي جليد كندي.
- 30 يوليو – كين بيل مصور كندي.

### أغسطس
- 2 أغسطس – فيليكس لوكلير مغني كندي.
- 4 أغسطس – برنارد نيومان سياسي كندي.
- 4 أغسطس – ديك تود مغني كندي.
- 4 أغسطس – نيل كولفيل لاعب هوكي جليد كندي.
- 6 أغسطس – جيوفري كورني كاتب كندي.
- 7 أغسطس – فيليس كرين ممثلة كندية.
- 14 أغسطس – ويليام فريتز منافِس أوليمبي كندي.
- 17 أغسطس – إيف فروتير
- 17 أغسطس – فرانكلين ديلانو روزفلت، الابن سياسي أمريكي.
- 20 أغسطس – جيم ساذرلاند لاعب كرة قدم أمريكية من الولايات المتحدة الأمريكية.
- 29 أغسطس – جورج تولى مسايف كندي.

### سبتمبر
- 5 سبتمبر – آرثر ناش لاعب هوكي جليد كندي.
- 17 سبتمبر – راندولف هاردينغ سياسي كندي.

### أكتوبر
- 8 أكتوبر – يفون روبرت
- 30 أكتوبر – إلمر كنوتسون سياسي كندي.
- 31 أكتوبر – ويلفريد مكدونالد سياسي كندي.

### نوفمبر
- 12 نوفمبر – فيك مايلز لاعب هوكي جليد كندي.
- 19 نوفمبر – أرت جاكسون لاعب هوكي جليد كندي.
- 21 نوفمبر – دونالد غريني
- 30 نوفمبر – إيفانز نولز سياسي كندي.

### ديسمبر
- 1 ديسمبر – راسيل رووي سياسي كندي.
- 3 ديسمبر – دير رايت
- 9 ديسمبر – غوردون كيدر
- 27 ديسمبر – روبرت بيج طبيب كندي.

## وفيات

### يناير
- 17 يناير – جون فوكس (مواليد 1835) سياسي من الولايات المتحدة الأمريكية.

### مارس
- 7 مارس – جورج ويليام روس (مواليد 1841) سياسي كندي.
- 16 مارس – جون موراي (مواليد 1841)

### يوليو
- 9 يوليو – هنري إيمرسون (مواليد 1853) سياسي كندي.

### سبتمبر
- 25 سبتمبر – جيمس ويتني (مواليد 1843) سياسي كندي.

### أكتوبر
- 30 أكتوبر – هنري كاسغراين (مواليد 1846)

### نوفمبر
- 1 نوفمبر – بيتر صموئيل جورج ماكنزي (مواليد 1862) سياسي كندي.